# أوليفر سورينسن
أوليفر سورينسن (بالدنماركية: Oliver Sørensen)‏ هو لاعب كرة قدم دنماركي، ولد في 10 مارس 2002.